# Metaphya elongata
Metaphya elongata là loài chuồn chuồn trong họ Corduliidae. Loài này được Campion mô tả khoa học đầu tiên năm 1921.